# هانس-جورج كراوس
هانس-جورج كراوس (بالألمانية: Hans-Georg Kraus)‏ هو لاعب كرة قدم ألماني في مركز الوسط، ولد في 25 أكتوبر 1949 في ألمانيا، وتوفي في 25 يوليو 2020. لعب مع تنس بوروسيا برلين وفورتونا دوسلدورف.

## وصلات خارجية
- هانس-جورج كراوس على موقع قاعدة بيانات كرة القدم.إي يو (الإنجليزية)
- هانس-جورج كراوس على موقع بيانات كرة القدم. دي إي (الألمانية)
- هانس-جورج كراوس على موقع عالم كرة القدم.نت (الإنجليزية)